# Dmitrij Sokołow (e-sportowiec)
Dmitrij Sokołow, znany pod pseudonimem „sh1ro”, (ur. 15 lipca 2001 w Czeboksarach) – rosyjski zawodowy gracz serii gier Counter-Strike reprezentujący drużynę Spirit. Zwycięzca Perfect World Shanghai Major 2024.

## Kariera
W grudniu 2024 roku w barwach Spirit zwyciężył Perfect World Shanghai Major 2024. Jego zespół pokonał w finale FaZe 2-1 (Nuke 13-8, Ancient 6-13, Dust2 13-11).

## Sukcesy

### Gambit
- IEM Katowice 2021
- EPIC League CIS 2021
- IEM Summer 2021
- BLAST Premier Spring Final 2021
- IEM Fall 2021 CIS
- V4 Future Sports Festival 2021
- Funspark ULTI 2021 Finals

### Cloud9
- IEM Dallas 2022

### Spirit
- IEM Katowice 2024
- BLAST Premier Spring Final 2024
- BetBoom Dacha Belgrade Season 2
- Perfect World Shanghai Major 2024

### Indywidualne
- MVP IEM Katowice 2021
- MVP IEM Fall 2021 CIS
- MVP V4 Future Sports Festival 2021
- MVP Funspark ULTI 2021 Finals